# Epidemija kuge na Malti
Nekoliko epidemija kuge pogodilo je Maltu od srednjeg veka do 1945. godine, odnevši skoro 20.000 žrtava u najmanje deset epidemija tokom 350 godina. Posle prvih epidemija uvedene su preventivne mere, uključujući i veoma aktivan lazaret koji je izdavao patente nezaraznosti za mnoge brodove koji plove Mediteranom.

## Epidemije pre 1530
Tokom srednjeg veka poznato je da su brojne epidemije zahvatile Malteška ostrva, ali o njima je dostupno malo informacija. Prva epidemija kuge na Malti se verovatno desila krajem 13. veka, a groblje u Rabatu, Gozo, možda je sadržalo ostatke žrtava ove kuge.
Pandemija crne smrti proširila se širom Evrope počevši od oktobra 1347. godine, kada je đenovški brod doneo kugu u Mesinu na Siciliji. Veruje se da je pandemija stigla na Maltu 1348. godine, zbog bliskih ekonomskih i pomorskih odnosa između dva ostrva. Detalji o tome kako je pandemija pogodila Maltu nisu poznati.
Poznato je da su se druge epidemije kuge dogodile 1427–28, 1453, 1501, 1519 i 1523. U poslednjoj, bolest je unela galija koja je bila zarobljena. Kada je bolest otkrivena, opštinska uprava Mdine pokušala je da izoluje posadu, potopi brod i spali njegov teret. Njegovi vlasnici su to odbili, a brod je izgoreo. Uprkos tome, kuga je i dalje izbila u gradu Birgu, te je naselje ograđeno i izolovano od ostatka zemlje.
Pojavile su se i epidemije drugih bolesti osim kuge. Između 1453. i novembra 1455. godine, epidemija morbus di la gula et di la punta, verovatno šarlaha, dovela je do mnogih smrtnih slučajeva.

## Epidemija 1592–1593
Ova epidemija je prvo dokumentovano širenje bolesti na Malti. Bolest stiže brodom koji dolazi iz Aleksandrije. Prebrojano je oko 3.300 žrtava, što je više od 12% ukupnog stanovništva arhipelaga. Loše upravljanje bolešću dovodi do sprovođenja efikasnijih karantinskih mera.

## Izbijanje 1623
Bolest je izbila u kući Paola Emilija Ramučija, čuvara luke Malte. Bolest se zatim brzo širi na okolne domove. Vlasti brzo izoluju zaražene i preduzimaju mere karantina. Bolest je brzo ograničena, ali i dalje uzrokuje smrt 40 ljudi.

## Stvaranje lazareta
Tek 1643. godine Malta je dobila lazaret, postavljen na ostrvu u zalivu Marsamkset, što je bilo dosta kasno i dugo nakon Venecijanskog lazareta, otvorenog 1403. ili Marsejskog 1526. godine. Ali njegova organizacija je brzo postala veoma efikasna i učinila Maltu jednom od najbezbednijih luka na Mediteranu. Od tada je malteška dozvola za nezaraznu zaštitu, izdata nakon karantina pod kontrolom zdravstvenih vlasti, jedna od najpoštovanijih. Ona je omogućavala da brodovi mogu da pristanu direktno u luku u zapadnoj Evropi. Pošto je organizacija dobro uspostavljena i luka dobro snabdevena, sanitarna stanica na Malti se često koristila i učestvovala u ekonomskom razvoju Malte.

## Izbijanje 1655
Treća epidemija počela je septembra 1655. u kući u blizini „Porta Mađore” (danas „Viktorijine kapije”) u blizini mesta sidrenja brodova koji su dolazili sa Levanta. Navodi se da je vlasnik imao kontakt sa članom posade zaraženog plovila i da je preneo bolest na svoju sestru koja je živela u Žejtunu. Kada se bolest proširila na ostale članove porodice, nadležni su odmah preduzeli mere karantina tako što su izolovali osobe koje su u kontaktu sa lazaretom. Epidemija je brzo stavljena pod kontrolu sa oko stotinu pacijenata, od kojih je 52 preživelo zahvaljujući efikasnoj medicinskoj nezi. Procenjuje se da je bilo pedesetak žrtava.

## Epidemija 1675–1676
Ova četvrta epidemija nepoznatog porekla je bila najsmrtonosnija od poznatih epidemija na Malti. Ona je usmrtila oko 11.300 ljudi, što je oko četvrtine malteškog stanovništva, i još veći udeo u oblasti Velike luke, od kojih su mnogi bili vitezovi. Pomoć francuskih lekara i hirurga iz Marseja je bila od velike koristi.

## Epidemija 1813–1814
Ova epidemija, prva pod britanskom upravom, a prenošena je brodovima još od Aleksandrije. Bolest se najpre polako širila u Valetu pre nego što je opustošila seoske predele. Posebno su bili pogođeni gradovi Haz-Zebag i Kormi gde je umrlo oko 15% njihovih stanovnika. Kasnije drakonske mere će na kraju staviti tačku na pošast, koja je nakratko dosegla do Gozoa na kraju epidemije.
Između aprila 1813. i septembra 1814. godine, epidemija je usmrtila 4668 malteške populacije koja se procenjuje na oko 100.000, uz ukupnu smrtnost od 4 do 6%.

## Izbijanje 1917
Mala epidemija kuge zarazila je 8 dokera u Velikoj luci 1917. godine, sa 4 smrtna slučaja između 2. marta i 2. aprila 1917. godine. Bolest potiče od otvaranja kutije iz Mesopotamije, gde je besnela epidemija.

## Izbijanje 1936–1937
Kuga je počela 1936. u Kormiju sa porodicom Greč, pekara iz Rafaela ulice. Deda je prvo prikazao bubone i visoku temperaturu pre nego što je umro 8. aprila. Tada je na red došao njen 42-godišnji sin 13. aprila. Njegov 20-godišnji unuk je takođe oboleo i prebačen u lazaret, gde je preživeo. Nakon toga su počeli da obolevaju susedi. Poreklo ostaje nejasno, mada se pretpostavlja da je bolest potekla od bala sena i slame uvezenih iz Tunisa. Ukupno u Kormiju, osam ljudi je bilo pogođeno tokom 13 meseci epidemije, od kojih je četvoro preminulo. Zdravstvena barijera oko Kormija je postavljena, ali se pokazala neefikasnom. Kuga se ubrzo proširila na susedno selo Žebug gde je jedanaest ljudi zaraženo sa tri smrtna slučaja, uključujući devojčicu od 7 godina. Bolest je takođe pronađena u Rabatu, Mtahlebu, Marsi, Atardu, Mosti i možda Gozu. Kuga se zadržala do 1937. godine sa još pet slučajeva u Lugi, uključujući jednu preminulu osobu i jedan slučaj u Krendi.
Značajno istraživanje je sproveo Temistokl Zamit, koji je uspeo da izoluje kulture bacila kuge iz 15 od 1.500 proučavanih pacova. On otkriva da je glavni vektor crni pacov (Rattus rattus), relativno nedavno uspostavljen na Malteškim ostrvima, čija je proliferacija dovela do toga da zameni nekadašnjeg lokalnog pacova, smeđeg pacova (Rattus norvegicus).
Ukupno, i prema različitim tačkama, zaraženo je između 25 i 33 ljudi, od čega je umrlo između osam i dvanaest osoba.